# Mistral Aviation
Mistral Aviation fue una aerolínea charter con base en Johannesburgo, Sudáfrica.

## Flota
La flota de Mistral Aviation incluye las siguientes aeronaves (a 18 de diciembre de 2008):
- 2 McDonnell Douglas DC-9-32 (operados por Phoebus Apollo Aviation)